# Edgar Gilbert
Pour les articles homonymes, voir Gilbert.
Edgar Nelson Gilbert, né le 25 juillet 1923 à  Woodhaven dans l'État de New York et mort le 15 juin 2013  à Basking Ridge (New Jersey), est un mathématicien américain, spécialiste en théorie des codes, pendant longtemps chercheur aux Laboratoires Bell. On lui doit notamment la borne de Gilbert-Varshamov en théorie des codes, le  modèle de Gilbert–Elliott (en) pour les erreurs en rafale en transmission de données, et le  modèle d'Erdős-Rényi (en) des graphes aléatoires.

## Biographie
Edgar N. Gilbert fait des études de undergraduate en physique au Queens College de l'université de la Ville de New York, il obtient le diplôme de graduate en  1943. Il enseigne brièvement les mathématiques à l'université de l'Illinois à Urbana-Champaign et ensuite rejoint le  Radiation Laboratory au Massachusetts Institute of Technology, où il participe à la conception d'antennes radar de  1944 à 1946. 
Il achève un doctorat Ph. D. en physique au MIT en 1948, sous la supervision de Norman Levinson, avec une thèse intitulée Asymptotic Solution of Relaxation Oscillation Problems et entre aux Laboratoires Bell où il reste pour le restant de sa carrière. Il prend sa retraite en 1996,.

## Recherche

### Théorie des codes
La borne de Gilbert-Varshamov démontrée indépendamment en 1952 par Gilbert et en 1957 par Rom Varshamov est un théorème qui garantit l'existence d'un code correcteur  d'erreurs qui a un taux de transmission élevé en fonction de la longueur du code, de la taille de l'alphabet, et de la distance de Hamming entre mots du code (un paramètre qui détermine le nombre d'erreurs qui peuvent être corrigées). L'idée principale est que dans un code maximal (un code auquel on ne peut ajouter de mot supplémentaire), les boules de Hamming de rayon donné doivent couvrir l'espace de codage tout entier, et donc que le nombre de mots de code doit être au moins égal au volume total divisé par le volume d'une boule. Pendant 30 ans, et jusqu'à la découverte des codes de Goppa en 1982, les codes construits de cette manière étaient les meilleurs code connus.
Le modèle de Gilbert–Elliott (en) développé par Gilbert en 1960 et E. O. Elliott en 1963 est un modèle pour l'analyse des canaux de transmission où les erreurs se produisent en rafale. Il suppose que le canal eut être dans l'un de deux états, avec des taux d'erreurs différents, et que dans chaque état les erreurs se produisent indépendamment les uns des autres, et que le passage entre les états est régi par une chaîne de Markov. Ce modèle est « très utile et fréquemment employé » dans l'analyse de systèmes de communication modernes comme les liaisons aux téléphones portables.

### Théorie des probabilités
Le modèle d'Erdős-Rényi (en) est un concept central de la théorie des  graphes aléatoires. Dans ce modèle, les arcs sont choisis au hasard pour un ensemble fixe de {\displaystyle n} sommets. Il a été introduit sous deux formes, en 1959, par Gilbert, Paul Erdős et Alfréd Rényi. Dans la forme {\displaystyle G(n,p)} de Gilbert, chaque arc est choisi de figure ou non dans le graphe avec une probabilité {\displaystyle p}, indépendamment des autres arcs. Ainsi, le nombre moyen d'arcs est {\displaystyle pn(n-1)/2}, et le nombre effectif d'arcs peut varier, et tout graphe a une probabilité non nulle d'être choisis. Dans le modèle {\displaystyle G(n,M)} introduit par Erdős et Rényi au contraire, le graphe est choisi uniformément au hasard parmi tous les graphes à {\displaystyle M} arcs ; le nombre d'arcs est donc fixe, mais les arcs ne sont pas indépendants les uns des autres puisque la présence d'un arc dans une position est corrélée négativement à la présence d'un autre arc dans une position différente. Même si ces deux modèles révèlent des propriétés similaires, le modèle {\displaystyle G(n,p)} est souvent plus facile à employer à cause de l'indépendance de ses arcs. L'algorithme le plus rapide pour engendrer un graphe selon le modèle {\displaystyle G(n,p)} est dû à Nobari et al..
Le modèle de Gilbert–Shannon–Reeds (en) de mélange de cartes à jouer est un modèle mathématique développé en  1955 par Gilbert et Claude Shannon et indépendamment, dans un travail inédit, par Jim Reeds en 1981. C'est une distribution de probabilité sur un ensemble de {\displaystyle n}  objets qui, d'après des expériences menés par Persi Diaconis, modélise précisément les mélanges de cartes produits par un humain. Dans ce modèle, un paquet de cartes est séparé en deux en un point choisi au hasard selon une loi binomiale, et les deux parts sont fusionnées selon un ordre choisi aléatoirement et uniformément parmi les fusions possibles. De manière équivalent, c'est l'inverse de la permutation obtenue en choisissant indépendamment et au hasard, pour chaque carte, dans lequel de deux paquets elle doit être mise, tout en conservant l'ordre original des cartes dans chaque paquet, et en empilant l'un des paquets sur l'autre à la fin.
Les pavages de Gilbert (en) sont un modèle mathématique de 
rupture introduit  par Gilbert en 1967. Dans ce modèle, la rupture commence en un ensemble de points au hasard, avec des orientations au hasard, choisis selon un processus de Poisson, puis grandissent  à vitesse constante jusqu'à rencontrer une rupture précédente.

### Autres contributions
Gilbert a publié un travail important sur les arbres de Steiner en 1968. Il formule le problème de façon à l'unifier avec le problème de flot maximum.
Dans le modèle de Gilbert, on se donne un graphe de flot dans lequel chaque arc est doté d'un coût et d'une capacité, et une matrice qui contient les valeurs de flot entre couples de sommets terminaux; le but est de trouver un sous-graphe du réseau dont les capacités sont suffisantes pour admettre un flot avec les mêmes valeurs de flot entre sommets terminaux. Dans le cas où toutes les valeurs de flot sont égales, ceci se réduit au problème classique des arbres de Steiner.
Gilbert a découvert les tableaux de Costas indépendamment et la même année que John P. Costas (en), et est aussi connu pour son travail avec John Riordan sur le dénombrement des  necklaces en combinatoire.

### Nombre d'Erdős
Le nombre d'Erdős de Gilbert est 2 grâce à un travail commun avec Fan Chung (coauteur d'Erdős), Ron Graham (en), et Jacobus van Lint sur les partitions d'un rectangle en rectangles plus petits.